# Діти за майбутнє
Благодійний Фонд «ДІТИ ЗА МАЙБУТНЄ» (коротка назва БФ «ДІТИ ЗА МАЙБУТНЄ») — український благодійний фонд, що спеціалізується на наданні послуг соціального характеру: консультації, піклування, допомога біженцям, які надаються особам похилого віку та особам з інвалідністю удома або в інших місцях.

## Історія
Фонд був заснований у 2018 році Литвиненко Юлією Леонідівною.

## Діяльність
З 13 березня 2025 року директором благодійного фонду став Мозговий Юрій Миколайович, який замінив на посаді Мартиненка Олексія Ігоровича.
За 2024 рік дохід склав 22 347 200 ₴ у порівнянні з 2023 роком 11 982 700 ₴ показав стрімке зростання. Також у 2024 році зросла сума активів 4 212 000 ₴, з 2 928 000 ₴ у 2023 році відповідно. Також у 2024 році зріс грошовий показник зобов'язань до 1 178 300 ₴, з попередніх 46 900 ₴ у 2023 році.